# Sigyn
Vous lisez un « bon article » labellisé en 2011.
Pour le navire-musée, voir Sigyn (bateau)
Sigyn est une divinité nordique (du groupe des Aesir).
Elle est l'épouse de Loki et la mère de Nari ou Narfi.
Elle est mentionnée brièvement dans les sources islandaises : l'Edda Poétique, compilée au XIIIe siècle à partir de sources plus anciennes, et l'Edda de Snorri, écrite au XIIIe siècle. Sigyn n'est associée qu'au seul mythe du châtiment de Loki, infligé à celui-ci pour le meurtre de Baldr, où, en femme fidèle, elle récupère dans un récipient le venin de serpent qui goutte sur le visage de son mari enchaîné, dans le but d'alléger ses souffrances. Toutefois elle doit régulièrement vider le récipient lorsqu'il est plein, laissant pendant quelques instants couler le venin sur Loki qui s'en tord de douleur et provoque alors les tremblements de terre.
Sigyn est représentée sur la croix de Gosforth datée du Xe siècle, et sa plus ancienne mention provient du poème scaldique Haustlǫng, du IXe siècle et préservé dans l'Edda de Snorri, ce qui suggère qu'il s'agit d'une déesse germanique ancienne et non d'une création récente.

## Étymologie
L'étymologie de son nom est incertaine mais il signifie peut-être « amie de la victoire » (du vieux norrois : sigr, « victoire », et vina, « amie »),.

## Caractéristiques

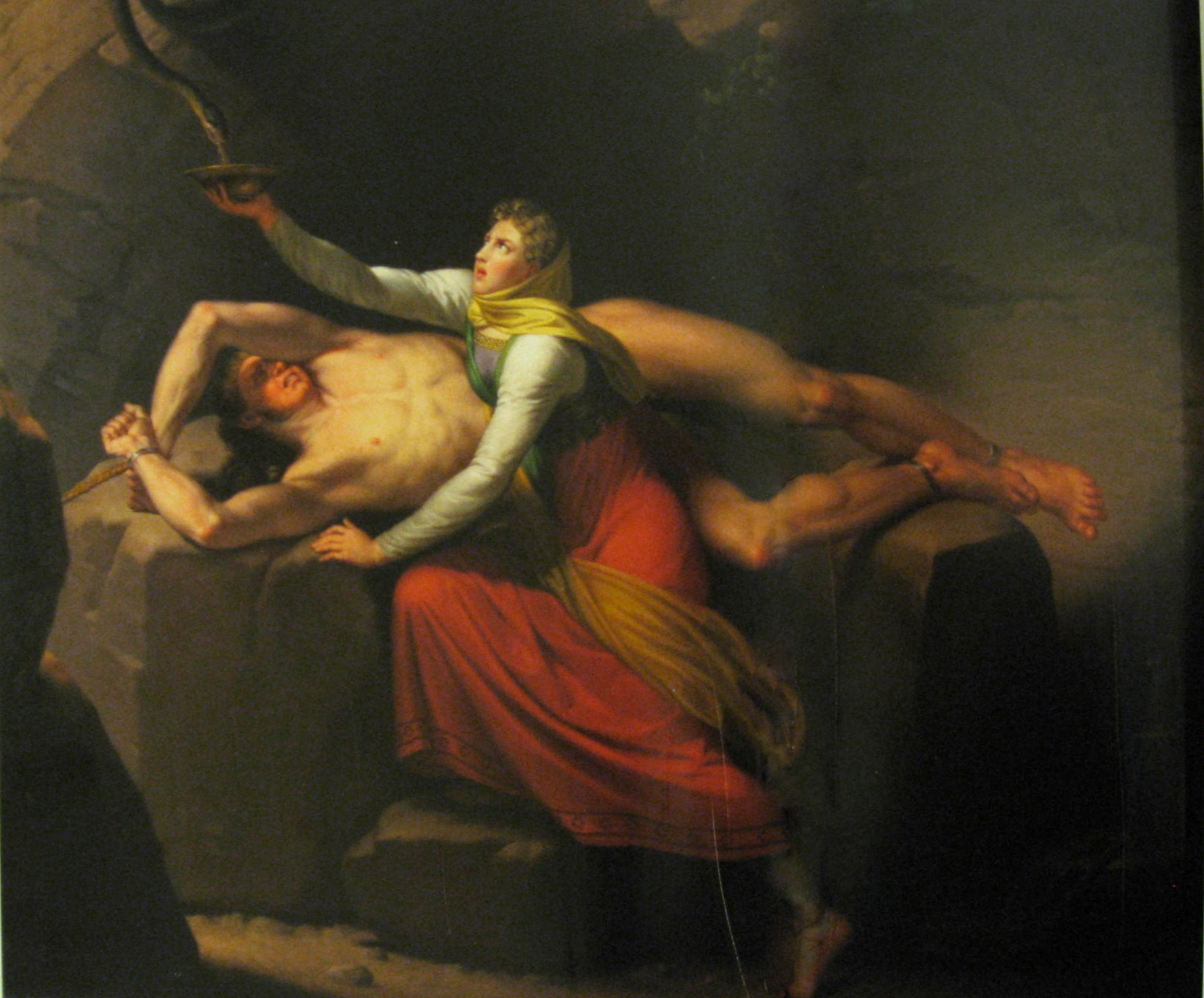
Loki et Sigyn (1810), de Christoffer Wilhelm Eckersberg

Sigyn est la femme de Loki d'après l'épilogue du poème eddique Lokasenna, et la Völuspá 35. Dans L'Edda en Prose de Snorri Sturluson, Sigyn est introduite au chapitre 33 de la partie Gylfaginning en tant que femme de Loki et mère de Nari ou Narfi. Au chapitre 16 de la partie Skáldskaparmál, une kenning (sorte de périphrase propre à la poésie nordique) donnée pour désigner Loki est « mari de Sigyn ».
Sigyn est présentée en tant qu'Asyne uniquement dans l'Edda de Snorri Sturluson. Dans la partie Skáldskaparmál elle est citée parmi les Asynes qui siègent au banquet pour la visite du géant Ægir. Elle est également listée en tant qu'Asyne dans le Nafnaþulur préservé dans l'Edda de Snorri.
Le poème scaldique Haustlǫng attribué à Þjóðólfr ór Hvíni et daté du IXe siècle, n'est préservé que dans l'Edda de Snorri, et l'auteur y emploie à la strophe 7 une kenning se référant à Sigyn pour désigner Loki et son supplice : farmr Sigvinjar arma (« charge des bras de Sigyn »), attestant alors de l'ancienneté de la déesse et du mythe associé,. En effet, le seul mythe associé à Sigyn est celui du châtiment de Loki, où en tant que femme fidèle elle reste à ses côtés pour récupérer dans une coupe le venin de serpent qui devrait goutter sur le visage de son mari enchaîné.

## Le mythe du châtiment de Loki

### Edda Poétique

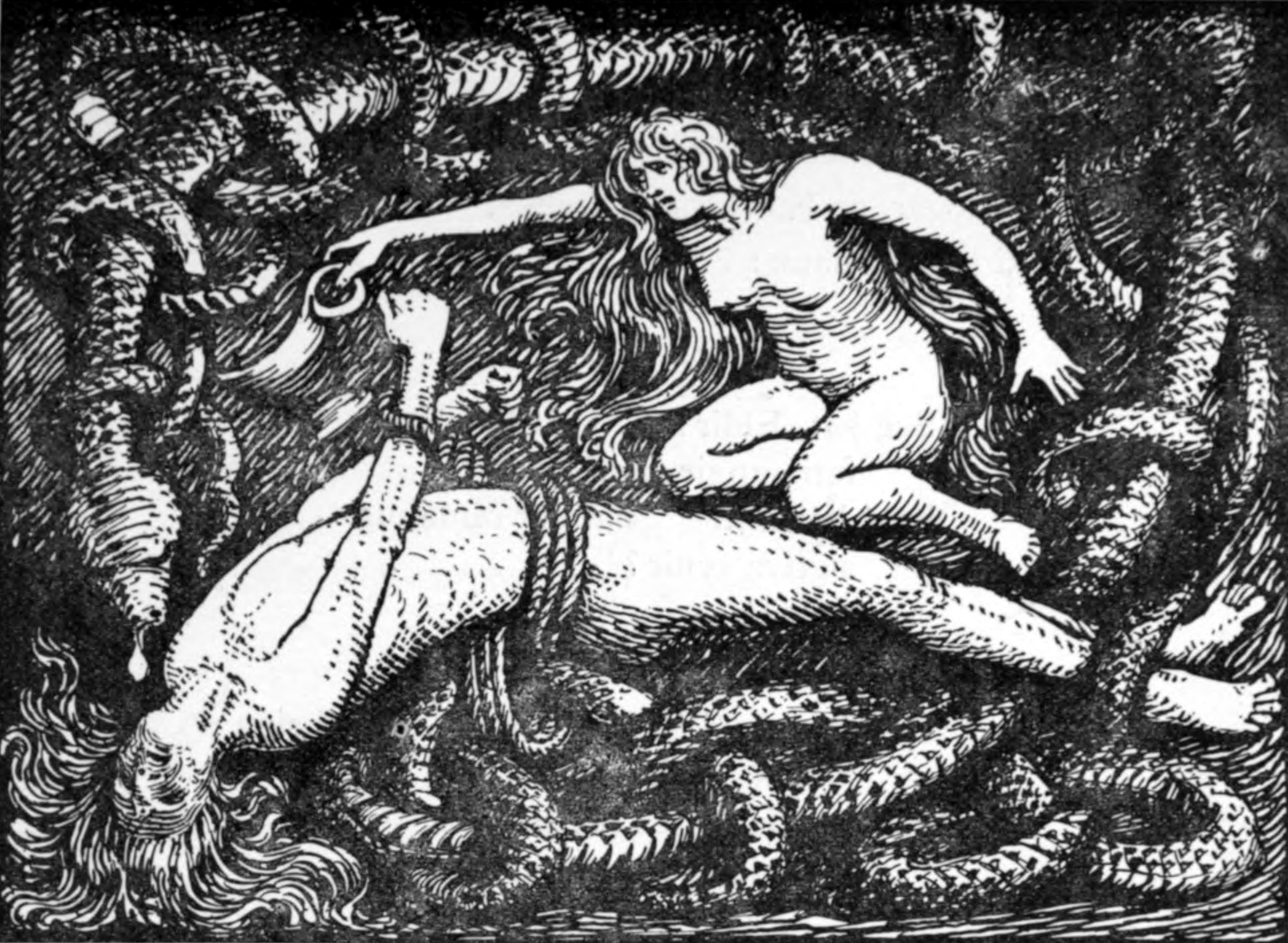
Loki enchaîné (motif de la Croix de Gosforth) (1908), de W.G. Collingwood

Sigyn est mentionnée dans l'épilogue en prose du poème eddique Lokasenna. Dans le poème, le dieu malin Loki profère des insultes à l'encontre des principaux Ases lors d'un banquet. L'épilogue raconte qu'à la suite de ce comportement, il se cache dans une cascade s'étant métamorphosé en saumon. Les Ases s'en emparent et l'enchaînent avec les intestins de son fils Nari puis transforment son autre fils, Narfi, en loup. La déesse Skadi attache un serpent au-dessus de Loki de sorte que son venin goutte sur son visage. Sa femme Sigyn assise à ses côtés tient un bassin pour récupérer le venin mais elle doit le vider à chaque fois qu'il se remplit, en laissant une partie couler sur Loki. Le dieu se tord de douleur, provoquant ainsi les tremblements de terre.
Le supplice de Loki est également mentionné par la völva (prophétesse) à la strophe 35 du poème Völuspá, où Sigyn est décrite siégeant à ses côtés :
| 35. Hapt sá hon liggja undir hvera lundi lægjarnlíki Loka áþekkjan; þar sitr Sigyn þeygi um sínum ver vel glýjuð. Vituð ér enn eða hvat ? | 35. Elle vit, enchaîné Sous Hveralundr, Un fourbe de forme Semblable à Loki ; Là, siège Sigyn, Bien que, du lot de son mari, Elle ne soit point remplie d'allégresse. En savez-vous davantage ? - ou quoi ? |  |

### Edda de Snorri

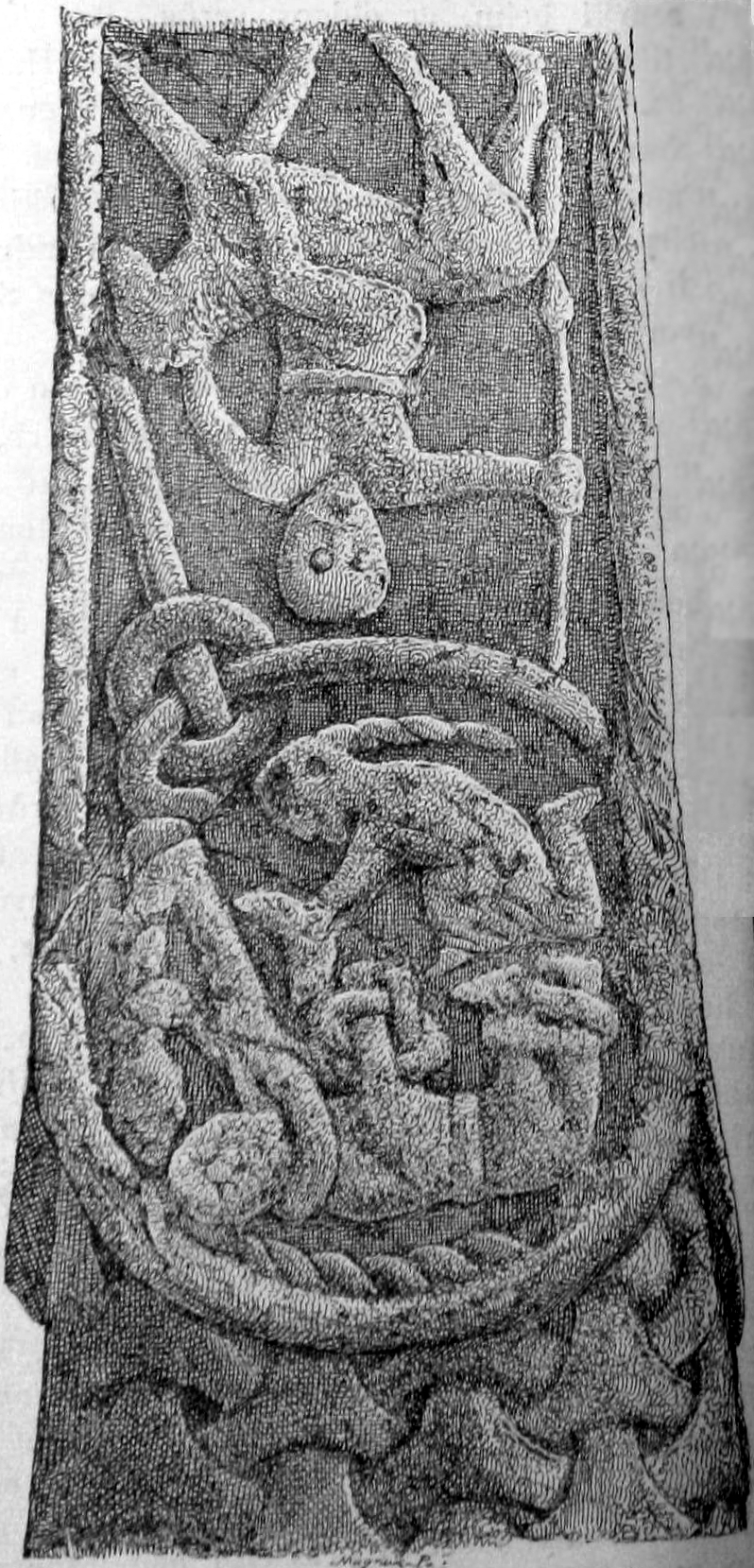
Sigyn assiste Loki sur la croix de Gosforth

Le supplice de Loki est décrit au chapitre 50 de la partie Gylfaginning de l'Edda de Snorri. Toutefois les raisons de la punition de Loki sont différentes par rapport à la Lokasenna ; chez Snorri Sturluson, c'est pour avoir orchestré le meurtre du dieu Baldr et l'avoir empêché de revenir du royaume des morts, Hel. Dans ce chapitre, l'auteur décrit avec plus de détails la capture de Loki métamorphosé en saumon et se cachant dans une cascade. Les Ases capturent également ses fils Vali et « Nari ou Narfi », et métamorphosent Vali en loup qui déchire son frère Narfi. Avec les entrailles de Narfi ils attachent Loki, et Skadi accroche un serpent au-dessus du dieu de sorte que le venin goutte sur son visage. Sigyn récupère debout le venin avec une cuvette qu'elle doit vider régulièrement, laissant alors du venin couler sur Loki, provoquant ses tressaillements de douleur et les tremblements de terre. Loki reste enchaîné comme cela jusqu'à la bataille prophétique du Ragnarök.
Seul ll'Edda de Snorri mentionne un enfant pour Sigyn, appelé « Nari ou Narfi ». Vali est un fils de Loki mais sa mère n'est pas précisée. Dans le poème eddique Lokasenna, le mythe du châtiment de Loki est légèrement différent vis-à-vis de ses fils. En effet dans ce poème, Nari et Narfi sont deux fils distincts et l'autre fils Vali n'y est pas mentionné.

## Témoignage archéologique
La croix de Gosforth, en Cumbria (Nord de l'Angleterre), datée de la première moitié du Xe siècle, présente un mélange d'iconographies chrétienne et païenne. Une image sur la face ouest représente certainement Loki enchaîné et protégé par Sigyn du venin d'un serpent,. Cette scène fait écho à une autre représentation de la sculpture, celle du Christ sur sa croix assisté par Marie-Madeleine. Il s'agit là d'un exemple de syncrétisme entre la religion païenne nordique et le christianisme ; ici des mythes païens ont servi à établir des concepts chrétiens à une population christianisée et certainement versée en légendes nordiques.

## Famille

### Mariage et enfants
De son union avec Loki, elle eut selon certaines sources : 
- Nótt
- Vali

## Dans la culture moderne

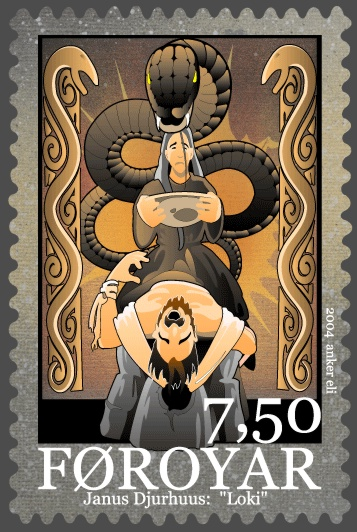
Timbre féroïen représentant le supplice de Loki, en hommage au poème Loki de Janus Djurhuus.

Sigyn est représentée dans plusieurs peintures du XIXe siècle, dont Loke och Sigyn (1850) de Nils Blommér, Loke och Sigyn (1863) de Mårten Eskil Winge, et Loki och Sigyn (1879) de Oscar Wergeland.
Le poète féroïen Janus Djurhuus (1881-1948) a écrit un poème intitulé Loki, qui mentionne le supplice du dieu et Sigyn, publié dans son ouvrage Yrkingar (1914). Ce poème a été honoré d'un timbre féroïen de 2004, qui fait partie d'une série de timbres dédiés aux œuvres poétiques de l'auteur.
Sigyn est un trois-mâts barque construit en 1887 en Suède, aujourd'hui reconverti en navire-musée à Turku, en Finlande. Un glacier de l'Arctique a été baptisé « Glacier Sigyn » en 1967. La déesse Sigyn a inspiré le personnage Marvel Comics du même nom (première apparition en 1978 dans Thor, no 275). Le vaisseau suédois M/S Sigyn (1982) transporte des déchets nucléaires.
Sigyn est également représentée dans le volume 4 de la série en bande dessinée Sandman écrite par Neil Gaiman.